# أختي (إله)
أختي (ويُقرأ أيضًا نتر-أختي) كان إلهًا مصريًا قديمًا نادر الذكر.

## تصويره
كان أختي يُصوَّر على شكل طائر أبو منجل الناسك. وغالبا ما كانت هذه الصورة مسبوقة بالعلامة الهيروغليفة "إله"، نتر. انظر إلى الصورة على تمثال الكاهن رديت.

## ذكره
أقدم إشارة إلى هذا الإله تظهر على نقوش الأوعية الحجرية من عهدالملك حتب سخموي من الأسرة الثانية. ويعتقد علماء المصريات مثل فولفجانج هلك أن أختي كان إله الأسرة وسلفاً للأجداد. تم تصوير أختي (وبالتالي عبادته) أيضًا تحت حكم خلفاء حتب سخموي، رع نب وني نتر. وخلال عصر الدولة القديمة، يظهر اسم أختي فقط في سياق الأسماء الشخصية (مثل أختي عا) وألقاب الكهنة مثل "خادم الإله أختي" (حم نتر أختي). وفي الأزمنة اللاحقة، تضاءل ذكر اسم أختي شيئا فشيئا.

## عبادته
وفقًا للدين المصري القديم، كان يُعتقد أن طائر الأَخ يمثل روح الإنسان (المصرية: أخ). وعلى الأرجح، استوحيَت هذه الفكرة من بريق ريش الطائر الجذاب والمتلألئ، الذي شبههه المصريون القدماء ببريق النجوم في سماء الليل. وتُعرف معتقدات مشابهة لدى بدو الفرس، الذين يعبدون نفس الطائر المرتبط بهذا الإله باعتباره حاملًا لروح المتوفى.
وكما يوحي اسم أختي، كان يُعتقد أنه يقبع عند الأفق في المساء(الأفق في المصرية يعني أخت)،هاديا للشمس الغاربة وحاملًا روح المتوفى بأمان إلى سماء الليل.

## انظر كذلك
رع حور أختي